# Селищки конгрес
Селищкият конгрес е конгрес на Горноджумайска революционна околия на Вътрешната македонска революционна организация, провел се през август 1923 година в горноджумайското село Селище (с псевдоним Мисстоново), България.
Конгресът е открит на 28 август 1923 година от Аргир Манасиев, председател на легалното околийско ръководно тяло. Делегати са Георги Хаджиевтимов, Гоце Междуречки, Георги Талев, Ичко Бойчев и други.
Околийският нелегален войвода Щерю Сербезов е похвален за разлика от предишните войводи. Съобщено е, че в околията има обучени и готови за действие във всеки момент 353 четници. Милиционерите са 2399, като те имат разполагащи с 1426 манлихерови и други скорострелни пушки, 219980 патрони и 1475 пушки на склад. Делегатите заявяват, че искат да издигнат организацията в „идеално положение“. Решенията на конгреса целят привличане на „по-голям брой интелигентни сили“, които да възпитават населението в революционен дух чрез литература, беседи и вестник, издаван на български, турски, влашки и еврейски. Делегатите приемат решение „Организацията да не поема никакви ангажименти и да не приема никакви материални дарения – изходящи от която и да е държава, а да се обляга изцяло на народните морални и материални сили“. Конгресът предлага тези решения да залегнат в една обща директива на Централния комитет.